# Anetta Keys
Anetta Keys, pseudonimo di Aneta Šmrhová (Křivoklát, 18 novembre 1983), è un'ex attrice pornografica ceca, attiva negli anni tra il 2002 e il 2013.

## Biografia
Anetta Keys è cresciuta a Křivoklát, Repubblica Ceca. Nel 2001 ha cominciato la sua carriera in Internet come fotomodella; più tardi, nello stesso anno, ha lavorato per la prima volta in video. Sebbene sia apparsa in scene di carattere eterosessuale, predilige quelle di tipo lesbico (spesso con Sandra Shine, Zsanett Égerházi, Eve Angel, e Sophie Moone) per 21Sextury.com Productions. Ha anche lavorato occasionalmente per MartinKrake.com realizzando scene lesbiche per questo sito. Anetta Keys è contraddistinta dai piercing al naso, all'ombelico e alla lingua e da un tatuaggio sul lato destro inferiore della schiena, che raffigura un amo da pesca stilizzato.
Nel film EuroTrip del 2004, Anetta Keys ha un ruolo non accreditato nella scena del Club Vandersexx.

## Filmografia
- Czech Mates (2003)
- Enjoy 4 (2003)
- Euro Babes 7 (2003)
- Hustler XXX 20 (2003)
- Liar (2003)
- Pleasures of the Flesh 5 (2003)
- Private Castings X 44 (2003)
- Total Babe 1 (2003)
- Young and Wild 2 (2003)
- Big Mouthfuls 5 (2004)
- Big Toys No Boys 1 (2004)
- Exxxtraordinary Euro Babes 1 (2004)
- Girls Hunting Girls 1 (2004)
- Guess Who's Cumming (2004)
- Les Babez 1 (2004)
- Pirate Fetish Machine 14: Theatre of Lust (2004)
- Pussy Worship 1 (2004)
- Russian Institute: Lesson 3 (2004)
- Teen Tryouts Audition 38 (2004)
- Fetish Desires (2005)
- Leg Action 2 (2005)
- Les Babez 3 (2005)
- Never Been Touched (2005)
- Sensual Sweethearts (2005)
- Footsie Babes 1 (2006)
- Girls on Girls 8 (2006)
- International Beauty (2006)
- International Eye Candy 1 (2006)
- It's a Young Girls Thing 1 (2006)
- Loaded – The Pissing and Fisting Adventure (2006)
- Pussy Eaters (2006)
- Big Toys No Boys 5 (2007)
- Clit Club (2007)
- Fetish Lesbos 3 (2007)
- Fuck V.I.P. LSD (2007)
- Girl Girl Studio 3 (2007)
- Girl Girl Studio 4 (2007)
- My Sexy Kittens 19 (2007)
- My Sexy Kittens 21 (2007)
- My Sexy Kittens 24 (2007)
- My Sexy Kittens 25 (2007)
- Pink on Pink 1 (2007)
- Porn in the City (2007)
- Relazioni Intime (2007)
- Sporty Teens 6 (2007)
- Touch Me 1 (2007)
- Try-a-teen 21 (2007)
- Anetta (2008)
- Dirty Teeny (2008)
- Fetish Debutantes 1 (2008)
- Home and Alone 1 (2008)
- Lesbian Liaisons 1 (2008)
- My Dear Anetta Keys (2008)
- Perfectionist 2 (2008)
- Perfectionist 3 (2008)
- Sporty Teens 5 (2008)
- Wild Waves (2008)
- ATK More Footlovers' Delight (2009)
- Leg Action 13 (2009)
- All Venus No Penis 2 (2010)

## Pubblicazioni
Tra le altre riviste in cui Anetta Keys è apparsa vanno annoverate Hustler, Penthouse (per la quale è stata Penthouse Pet nel dicembre 2003 e per l'edizione ungherese nel luglio 2005), Playboy CZ (Playmate nel gennaio 2004) e Swank.